# Chmura obliczeniowa

Diagram przedstawiający „chmurę”

Chmura obliczeniowa, przetwarzanie w chmurze (ang. cloud computing) – model przetwarzania danych oparty na użytkowaniu usług dostarczonych przez usługodawcę (wewnętrzny dział lub zewnętrzną organizację).
Chmura to usługa oferowana przez dane oprogramowanie (oraz konieczną infrastrukturę). Oznacza to eliminację konieczności zakupu licencji czy konieczności instalowania i administracji oprogramowaniem. Konsument płaci za użytkowanie określonej usługi, np. za możliwość korzystania z arkusza kalkulacyjnego. Nie musi dokonywać zakupu sprzętu ani oprogramowania. Umowa zawierana na świadczenie usług w chmurze obliczeniowej przeważnie nie jest tworzona pod konkretny podmiot, lecz zawiera pakiet rozwiązań zestandaryzowanych.
Termin „chmura obliczeniowa” jest związany z pojęciem wirtualizacji. Model „chmury obliczeniowej” historycznie wiąże się z przetwarzaniem w sieci grid, gdzie wiele systemów udostępnia usługi, korzystając z podłączonych zasobów, z tą różnicą, że w chmurze obliczeniowej mamy do czynienia z podążaniem zasobów za potrzebami usługobiorcy.

## Zasada działania chmury obliczeniowej
Zasada działania polega na przeniesieniu całego ciężaru świadczenia usług IT (danych, oprogramowania lub mocy obliczeniowej) na serwer i umożliwienie stałego dostępu poprzez komputery klienckie. Dzięki temu ich bezpieczeństwo nie zależy od tego, co stanie się z komputerem klienckim, a szybkość procesów wynika z mocy obliczeniowej serwera. Wystarczy zalogować się z jakiegokolwiek komputera z dostępem do Internetu, by zacząć korzystać z dobrodziejstw chmury obliczeniowej.
Pojęcie chmury nie jest jednoznaczne, w szerokim znaczeniu przetwarzanym w chmurze jest wszystko przetwarzane na zewnątrz zapory sieciowej, włączając w to konwencjonalny outsourcing.

## Rodzaje chmur
Rozróżniamy chmury:
- prywatne (ang. private cloud), będące częścią organizacji, aczkolwiek jednocześnie autonomicznym dostawcą usługi
- publiczne (ang. public cloud), będące zewnętrznym, ogólnie dostępnym dostawcą (np. Amazon Web Services, Google Cloud Platform(inne języki), Microsoft Azure, itp.)
- hybrydowe (ang. hybrid), będące połączeniem zasad funkcjonowania chmury prywatnej i publicznej. Pewna część aplikacji i infrastruktury danego klienta pracuje w chmurze prywatnej, a część jest umiejscowiona w przestrzeni chmury publicznej[4].

Na przykładzie arkusza kalkulacyjnego, klient płaci za możliwość tworzenia arkuszy, nie jest natomiast świadomy, gdzie oprogramowanie jest fizycznie zainstalowane, na jakim sprzęcie, ani gdzie zapisywane są dane oraz jakie inne usługi są wykorzystywane, by dostarczyć tę, którą jest zainteresowany. Cloud oznacza wirtualną chmurę usług dostępnych dla klienta, w której ukryte są wszelkie szczegóły, których świadomość jest zbędna w korzystaniu z usługi.

## Modele chmury obliczeniowej
Współcześnie coraz więcej nowych funkcji realizowanych jest w modelu chmur obliczeniowych. Kwestią czasu jest dojście do szczytu wirtualizacji – przeniesienia całego oprogramowania (wraz z systemem operacyjnym) na serwer, a u użytkownika instalacja cienkiego klienta, mającego tylko interfejsy komunikacji z obsługującą go osobą. Taki cienki klient przy szybkich łączach internetowych mógłby się łączyć z serwerem niebędącym w sieci lokalnej, ale umiejscowionym gdziekolwiek na świecie. To prowadzi do dodatkowej funkcji SaaS – DaaS (ang. desktop as a service). W takim modelu użytkownik kupowałby od usługodawcy hostowaną przez niego maszynę wirtualną, w pełni spersonalizowaną i posiadającą dokładnie taką specyfikację, jakiej oczekuje.

### Kolokacja
Kolokacja to najstarsza i najprostsza forma usług w chmurze. Polega na wynajęciu pomieszczenia serwerowni, dostępu do energii elektrycznej, klimatyzacji i dostępu do Internetu. Pozostałe składniki – sprzęt, zabezpieczenia (zapory), zarządzanie obciążeniem, system operacyjny, oprogramowanie i aplikacje opłaca firma korzystająca. Jest to zatem opłata za użyczenie miejsca w serwerowni.

### IaaS
Infrastructure as a Service (z ang. „infrastruktura jako usługa”) – model polegający na dostarczaniu klientowi infrastruktury informatycznej, czyli sprzętu, oprogramowania oraz serwisowania. Klient wykupuje na przykład konkretną liczbę serwerów, przestrzeni dyskowej lub określony zasób pamięci i mocy obliczeniowej. Nie oznacza to jednak, że sprzęt fizycznie zostanie zainstalowany w siedzibie klienta. W tym modelu zdarza się, że klient dostarcza usługodawcy własne oprogramowanie do zainstalowania na wynajmowanym sprzęcie.

### PaaS
Platform as a Service (z ang. „platforma jako usługa”) – sprzedaż gotowego, często dostosowanego do potrzeb użytkownika, kompletu aplikacji. Nie wiąże się z koniecznością zakupu sprzętu ani instalacją oprogramowania. Wszystkie potrzebne programy znajdują się na serwerach dostawcy. Klient po swojej stronie ma dostęp do interfejsu (na ogół w postaci ujednoliconego środowiska pracy) poprzez program – klienta, np. przeglądarkę internetową. W tym modelu, usługi najczęściej dostępne są dla użytkownika z dowolnego komputera połączonego z internetem.

### SaaS
Software as a Service (z ang. „oprogramowanie jako usługa”) – klient otrzymuje konkretne, wybrane funkcje oprogramowania. Korzysta z takiego oprogramowania, jakiego potrzebuje. Nie interesuje go ani sprzęt, ani środowisko pracy. Ma jedynie zapewniony dostęp do konkretnych, funkcjonalnych narzędzi – niekoniecznie połączonych ze sobą jednolitym interfejsem. Programy działają na serwerze dostawcy. Klient nie jest zmuszony nabywać na nie licencji. Płaci jedynie za każdorazowe ich użycie, a dostęp do nich uzyskuje na żądanie.

### CaaS
Communications as a Service (z ang. „komunikacja jako usługa”) – usługodawca zapewnia platformę pod telekomunikacyjne środowisko pracy.

### IPaaS
Integration Platform as a Service (z ang. „platforma integracyjna jako usługa”) – platforma zapewniająca integrację pomiędzy różnymi usługami w chmurze.

## Korzyści dla firm
Z badania przeprowadzonego w 2011 na zlecenie Komisji Europejskiej przez International Data Corporation (IDC) wśród firm, które korzystają z chmury obliczeniowej, wynika, że oszczędności z tym związane wyniosły średnio 10–20% kosztów IT. W przypadku 36% przebadanych przedsiębiorstw wykorzystanie chmury obliczeniowej wygenerowało oszczędności w wysokości 20% wydatków na IT lub wyższej.
W celu szybkiego wdrożenia modelu chmury obliczeniowej w Unii Europejskiej w 2012 Komisja Europejska zaproponowała m.in. przyjęcie nowych ram prawnych dla ochrony danych oraz opracowanie jednolitych standardów regulujących ich przetwarzanie, co ma zwiększyć bezpieczeństwo świadczenia tej usługi.

## Zagrożenia
Ze względu na sposób działania technologii chmurowej, oprócz licznych korzyści, niesie ona za sobą również rozmaite zagrożenia. Wśród nich znajduje się nieautoryzowany dostęp do infrastruktury i danych wrażliwych oraz przechwytywanie kont, usług lub ruchu w sieci, bądź wreszcie kradzież usługi. W kolejnych latach wzrasta liczba ataków na rozwiązania chmurowe, wraz ze wzrostem ich popularności. W ujęciu rocznym, liczba ataków na tego typu rozwiązania wzrosła z 2021 roku na 2022 aż o 228 procent.